# Lijn M (metro van New York)
De M Nassau Street Local of ook wel lijn M is een metrolijn die onderdeel is van de metro van New York. Op plattegronden, stationsborden en richtingfilms staat de lijn  aangegeven met orange achtergrondkleur omdat de lijn een deel van het traject van de Sixth Avenue Line in Manhattan volgt.
De M rijdt tussen Metropolitan Avenue in Middle Village en Myrtle Avenue/Broadway in Brooklyn gedurende de hele dag. Doordeweeks rijdt de M tussen Metropolitan Avenue en Chambers Street in Lower Manhattan via Nassau Street en de Williamsburg Bridge over de East River van en naar Brooklyn, en rijdt op doordeweekse avonden door naar Broad Street. Tijdens de spits rijdt de M verder door naar Bay Parkway in Bensonhurst. De M rijdt als local service (stoptrein) over de hele route.
Op 25 juni 2010 werd de dienstverlening op de lijn V gestopt en wegens grotendeels overlappend traject overgenomen door de M waar een aantal varianten werden toegevoegd om de verschillende trajecten met de V deels te vervangen.
 ·  ·  ·  ·  ·  ·  ·  ·  · 